# Liste der Monuments historiques in Rolampont
Die Liste der Monuments historiques in Rolampont führt die Monuments historiques in der französischen Gemeinde Rolampont auf.

## Liste der Immobilien
| Bezeichnung               | Beschreibung                                                                              | Standort                                  | Kennzeichnung | Schutzstatus | Datum | Bild           |
| ------------------------- | ----------------------------------------------------------------------------------------- | ----------------------------------------- | ------------- | ------------ | ----- | -------------- |
| Pont du Pré Gibert        | auch Pont romain; Brücke über die Marne, 18. Jahrhundert, Architekt Claude-Nicolas Ledoux | Rolampont, südlich des Ortes (Lage)       | PA00079212    | Inscrit      | 1929  | weitere Bilder |
| Wegekreuz (1)             | aus dem 16. Jahrhundert                                                                   | Charmoilles, rue du Monsel (Lage)         | PA00079208    | Inscrit      | 1929  | weitere Bilder |
| Croix de la Vierge        | Wegekreuz                                                                                 | Charmoilles, südwestlich des Ortes (Lage) | PA00079209    | Inscrit      | 1926  |                |
| Croix du Champ-Cassier    | Wegekreuz                                                                                 | Charmoilles, nördlich des Ortes (Lage)    | PA00079206    | Inscrit      | 1929  | weitere Bilder |
| Kirche St-Pierre-ès-Liens | ab dem 13. Jahrhundert                                                                    | Rolampont, rue de la Mairie (Lage)        | PA00079211    | Inscrit      | 1980  | weitere Bilder |
| Wegekreuz (2)             | aus dem 16. Jahrhundert, modern ergänzt                                                   | Charmoilles, rue de la Fontaine (Lage)    | PA00079207    | Inscrit      | 1926  | weitere Bilder |
| Croix des Planches        | Wegekreuz, bezeichnet 1550                                                                | Charmoilles, nördlich des Ortes (Lage)    | PA00079210    | Inscrit      | 1929  |                |

## Liste der Objekte
| Bezeichnung                           | Beschreibung                                                                                            | Standort                                           | Kennzeichnung | Schutzstatus | Datum | Bild |
| ------------------------------------- | --- | -------------------------------------------------- | ------------- | ------------ | ----- | ---- |
| Gemälde Petrus verleugnet Christus    | Ölfarbe auf Leinwand, erste Hälfte des 17. Jahrhunderts                                                 | Rolampont, in der Kirche St-Pierre-ès-Liens (Lage) | PM52001057    | Classé       | 1975  |      |
| Skulptur Paulus                       | Holz, farbig gefasst, 17. oder 18. Jahrhundert                                                          | Lannes, in der Kirche St-Gengoulf (Lage)           | PM52001612    | Classé       | 1975  |      |
| Kelch                                 | Silber, vergoldet, 19. Jahrhundert                                                                      | Lannes, in der Kirche St-Gengoulf (Lage)           | PM52001618    | Inscrit      | 1975  |      |
| Reliquiar (1)                         | Metall, versilbert, 19. Jahrhundert                                                                     | Lannes, in der Kirche St-Gengoulf (Lage)           | PM52001620    | Inscrit      | 1975  |      |
| Kelch und Patene (1)                  | Silber, Messing, versilbert, zwischen 1803 und 1809 von Gabriel-Jacques-André Bompart                   | Charmoilles, in der Kirche St-Rémy (Lage)          | PM52001568    | Inscrit      | 1975  |      |
| Skulptur Madonna mit Kind (1)         | Aufsatz eines Prozessionsstabs; Holz, farbig gefasst und vergoldet, 19. Jahrhundert                     | Charmoilles, in der Kirche St-Rémy (Lage)          | PM52001570    | Inscrit      | 1975  |      |
| Altarkreuz (1)                        | Metall, versilbert, erste Hälfte des 19. Jahrhunderts                                                   | Charmoilles, in der Kirche St-Rémy (Lage)          | PM52001578    | Inscrit      | 1975  |      |
| Pietà                                 | Stein, farbig gefasst, zweite Hälfte des 16. Jahrhunderts                                               | Rolampont, in der Kirche St-Pierre-ès-Liens (Lage) | PM52001056    | Classé       | 1975  |      |
| Monstranz (1)                         | Messing, versilbert, Silber, vergoldet, zwischen 1821 und 1831 von Antoine-Louis-Joseph Loque           | Lannes, in der Kirche St-Gengoulf (Lage)           | PM52001621    | Inscrit      | 1975  |      |
| Skulptur Heiliger Nikolaus            | Holz, farbig gefasst, 18. Jahrhundert                                                                   | Lannes, in der Kirche St-Gengoulf (Lage)           | PM52001628    | Inscrit      | 1975  |      |
| Skulptur Heiliger Remigius (1)        | Kalkstein, farbig gefasst, 17. Jahrhundert                                                              | Charmoilles, in der Kirche St-Rémy (Lage)          | PM52001565    | Inscrit      | 1974  |      |
| Kelch, Patene und Ziborium            | Silber, vergoldet, zwischen 1826 und 1838 von Jacques-Alexandre Basnier                                 | Charmoilles, in der Kirche St-Rémy (Lage)          | PM52001569    | Inscrit      | 1975  |      |
| Skulptur Madonna mit Kind (2)         | Kalkstein, farbig gefasst und vergoldet, zweite Hälfte des 17. Jahrhunderts                             | Charmoilles, in der Kirche St-Rémy (Lage)          | PM52001572    | Inscrit      | 1975  |      |
| Skulptur Heiliger Remigius (2)        | Keramik, bemalt, 17. Jahrhundert; Verbleib unbekannt, möglicherweise identisch mit PM52001565           | Charmoilles, in der Kirche St-Rémy (Lage)          | PM52001573    | Inscrit      | 1975  |      |
| Skulptur Heiliger Remigius            | Holz, vergoldet, 19. Jahrhundert                                                                        | Charmoilles, in der Kirche St-Rémy (Lage)          | PM52001576    | Inscrit      | 1975  |      |
| Reliquienbüste Heiliger Memmius       | Holz, farbig gefasst und vergoldet, 17. Jahrhundert                                                     | Lannes, in der Kirche St-Gengoulf (Lage)           | PM52001610    | Inscrit      | 1975  |      |
| Monstranz (2)                         | Silber, vergoldet, bezeichnet 1857                                                                      | Lannes, in der Kirche St-Gengoulf (Lage)           | PM52001617    | Inscrit      | 1975  |      |
| Paxtafel (1)                          | Metall, versilbert, 19. Jahrhundert                                                                     | Lannes, in der Kirche St-Gengoulf (Lage)           | PM52001619    | Inscrit      | 1975  |      |
| Skulptur Himmelfahrtsmadonna          | Aufsatz eines Prozessionsstabs; Holz, vergoldet, 19. Jahrhundert                                        | Lannes, in der Kirche St-Gengoulf (Lage)           | PM52001623    | Inscrit      | 1975  |      |
| Skulptur Madonna mit Kind (3)         | Holz, farbig gefasst und vergoldet, erste Hälfte des 18. Jahrhunderts                                   | Lannes, in der Kirche St-Gengoulf (Lage)           | PM52001625    | Inscrit      | 1975  |      |
| Kruzifix (1)                          | Holz, farbig gefasst, 18. Jahrhundert                                                                   | Lannes, in der Kirche St-Gengoulf (Lage)           | PM52001626    | Inscrit      | 1975  |      |
| Skulptur Madonna mit Kind (4)         | Kalkstein, farbig gefasst und vergoldet, Ende des 18. Jahrhunderts                                      | Charmoilles, in der Kirche St-Rémy (Lage)          | PM52001574    | Inscrit      | 1975  |      |
| Skulptur Heiliger Rochus              | Holz, farbig gefasst und vergoldet, 19. Jahrhundert                                                     | Charmoilles, in der Kirche St-Rémy (Lage)          | PM52001575    | Inscrit      | 1975  |      |
| Skulptur Madonna mit Kind (5)         | Holz, farbig gefasst und vergoldet, 17. Jahrhundert                                                     | Lannes, in der Kirche St-Gengoulf (Lage)           | PM52001609    | Inscrit      | 1975  |      |
| Skulptur Petrus                       | Holz, farbig gefasst, 17. oder 18. Jahrhundert                                                          | Lannes, in der Kirche St-Gengoulf (Lage)           | PM52001611    | Inscrit      | 1975  |      |
| Altarkreuz (2)                        | Bronze, 1732                                                                                            | Rolampont, in der Kirche St-Pierre-ès-Liens (Lage) | PM52001054    | Classé       | 1975  |      |
| Reliquiar (2)                         | Holz, farbig gefasst und vergoldet, Mitte des 18. Jahrhunderts                                          | Rolampont, in der Kirche St-Pierre-ès-Liens (Lage) | PM52001055    | Classé       | 1975  |      |
| Skulptur Heiliger Andreas             | Holz, farbig gefasst, 17. oder 18. Jahrhundert                                                          | Lannes, in der Kirche St-Gengoulf (Lage)           | PM52001613    | Inscrit      | 1975  |      |
| Skulptur Madonna mit Kind (6)         | Holz, vergoldet, 19. Jahrhundert                                                                        | Lannes, in der Kirche St-Gengoulf (Lage)           | PM52001624    | Inscrit      | 1975  |      |
| Tabernakel                            | Holz, farbig gefasst und vergoldet, 18. Jahrhundert; Verbleib unbekannt                                 | Lannes, in der Kirche St-Gengoulf (Lage)           | PM52001627    | Inscrit      | 1975  |      |
| Skulptur Heiliger Gangolf (1)         | Kalkstein, farbig gefasst, 18. Jahrhundert                                                              | Lannes, in der Kirche St-Gengoulf (Lage)           | PM52001630    | Inscrit      | 1975  |      |
| Paxtafel (2)                          | Metall, versilbert, 19. Jahrhundert                                                                     | Charmoilles, in der Kirche St-Rémy (Lage)          | PM52001566    | Inscrit      | 1975  |      |
| Kruzifix (2)                          | Holz, farbig gefasst, 16. oder 17. Jahrhundert                                                          | Charmoilles, in der Kirche St-Rémy (Lage)          | PM52001579    | Inscrit      | 1975  |      |
| Skulpturengruppe Unterweisung Mariens | Keramik, bemalt, 1865 (?) von Jules Naudet                                                              | Charmoilles, in der Kirche St-Rémy (Lage)          | PM52001580    | Inscrit      | 1975  |      |
| Skulptur Heiliger Gangolf (2)         | Kalkstein, farbig gefasst, 17. Jahrhundert; Verbleib unbekannt, möglicherweise identisch mit PM52001630 | Lannes, in der Kirche St-Gengoulf (Lage)           | PM52001608    | Inscrit      | 1974  |      |
| Skulptur Heiliger Memmius             | Holz, farbig gefasst, Anfang des 16. Jahrhunderts                                                       | Lannes, in der Kapelle St-Menge (Lage)             | PM52001058    | Classé       | 1975  |      |
| Skulptur eines Apostels               | Holz, farbig gefasst, 17. oder 18. Jahrhundert                                                          | Lannes, in der Kirche St-Gengoulf (Lage)           | PM52001614    | Inscrit      | 1975  |      |
| Prozessionskreuz                      | Metall, versilbert, 18. Jahrhundert                                                                     | Lannes, in der Kirche St-Gengoulf (Lage)           | PM52001615    | Inscrit      | 1975  |      |
| Kelch und Patene (2)                  | Silber, Messing, versilbert, zwischen 1798 und 1809                                                     | Lannes, in der Kirche St-Gengoulf (Lage)           | PM52001616    | Inscrit      | 1975  |      |
| Zwei Reliquiare                       | Messing, 19. Jahrhundert                                                                                | Lannes, in der Kirche St-Gengoulf (Lage)           | PM52001622    | Inscrit      | 1975  |      |
| Skulptur Heiliger Eligius (1)         | Holz, farbig gefasst, 18. Jahrhundert                                                                   | Lannes, in der Kirche St-Gengoulf (Lage)           | PM52001629    | Inscrit      | 1975  |      |
| Skulptur Heiliger Nikolaus            | Aufsatz eines Prozessionsstabs; Holz, farbig gefasst und vergoldet, 19. Jahrhundert                     | Charmoilles, in der Kirche St-Rémy (Lage)          | PM52001633    | Inscrit      | 1975  |      |
| Altarkreuz (3)                        | Holz, farbig gefasst und vergoldet, 18. Jahrhundert                                                     | Lannes, in der Kirche St-Gengoulf (Lage)           | PM52001634    | Inscrit      | 1975  |      |
| Monstranz (3)                         | Silber, vergoldet, zwischen 1846 und 1865 von Joseph-Philippe-Adolphe Dejean                            | Charmoilles, in der Kirche St-Rémy (Lage)          | PM52001567    | Inscrit      | 1975  |      |
| Skulptur Johannes der Täufer          | Keramik, bemalt, drittes Viertel des 19. Jahrhunderts, von Jules Naudet                                 | Charmoilles, in der Kirche St-Rémy (Lage)          | PM52001571    | Inscrit      | 1975  |      |
| Hauptaltar                            | Holz, farbig gefasst und vergoldet, bezeichnet 1845                                                     | Charmoilles, in der Kirche St-Rémy (Lage)          | PM52001577    | Inscrit      | 1975  |      |
| Skulptur Heiliger Eligius (2)         | Holz, farbig gefasst, 18. Jahrhundert; Verbleib unbekannt, möglicherweise identisch mit PM52001629      | Lannes, in der Kirche St-Gengoulf (Lage)           | PM52001607    | Inscrit      | 1974  |      |